# Rock.com.ar
Rock.com.ar es un sitio de Internet dedicado al rock argentino con una amplia información enciclopédica sobre bandas, álbumes, canciones y acontecimientos relacionados con el tema, a lo largo de la historia. En 2003 recibió el premio Mate.ar como Mejor Portal Argentino de Música. El sitio ha estado activo desde 1996 y siendo uno de los más visitados sobre temática del rock argentino, con picos de 2 500 000 visitas mensuales.

## Características
Este proyecto se inició con el nombre Rock&Web en 1996 por iniciativa de Diego Gassi, aunque originalmente sería un CDRom. Desde ese momento, la dirección del sitio está a cargo de Gassi. En el período 1999-2009 también participó de esta función el periodista Víctor Pintos.

## Enciclopedia del rock argentino
El sitio incluye una enciclopedia del rock argentino que constituye una de las más completas que se hayan publicado. Incluye fichas individuales de las bandas, álbumes, letras de las canciones y músicos individuales, así como noticias periodísticas.
A marzo de 2010 tiene catalogados más de 15.000 artistas, 15 000 letras, 7600 discos, 650 videoclips, casi 10 000 fotos y 860 podcast.
La enciclopedia está organizada por orden alfabético. En cada letra se accede a la lista de bandas que comienzan con esa letra, con enlaces hipertextuales a la ficha individual de cada banda.

### Ficha por banda
La ficha individual de cada banda está encabezada por los nombres de los integrantes y la función que desempeñan en la banda. A continuación contiene una breve biografía de la banda, incluyendo los álbumes, temas, conciertos, giras y acontecimientos más notables de su trayectoria. También se incluye una sección con la discografía completa, otra con las noticias relacionadas con la banda publicadas en el sitio y la dirección del sitio oficial.
En cada ficha hay enlaces hipertextuales a la ficha individual de cada músico y de cada álbum, así como imágenes de los músicos y la banda.

### Ficha por álbum
La ficha por álbum incluye el nombre del álbum, la imagen de la carátula, su fecha de lanzamiento y la lista de temas. En cada tema se inserta un enlace hipertextual a una página que contiene la letra completa de cada uno.

### Ficha por músico
Cada músico tiene una ficha individual con una biografía considerablemente extensa, su discografía, sitio web, imágenes y noticias relacionadas, organizadas mediante enlaces hipertextuales que llevan a las fichas individuales de las bandas a las que han pertenecido, álbumes, letras y noticias.

### Letras
Los temas tiene una página especial con el título, autor y letra completa.

### Noticias
La enciclopedia incluye crónicas y noticias sobre hechos puntuales, generalmente realizadas por el equipo propio del sitio, pero en otros casos tomadas de otros medios de comunicación. A cada noticia se llega mediante enlaces hipertextuales colocados en la sección «Notas relacionadas» ubicada al pie de cada ficha individual de una banda o un músico.

### Blogs
Además, se incluyen dentro del sitio blogs temáticos (dedicados a Soda Stereo, a Los Redondos o al rock under, por ejemplo) y regionales (Córdoba, Rosario, Patagonia).

### Podcast
Desde 2008, el sitio produce varios canales de podcast, con novedades, lanzamientos y entrevistas.

### Programas de radio
También en el 2008 comenzaron con la producción de programas de radio, que entregan en forma libre y gratuita para emisoras independientes de todo el país.

## Las 100 de los 40
El 7 de junio de 2005, en conmemoración de los 40 años del lanzamiento del álbum debut homónimo de Los Gatos Salvajes, el sitio web Rock.com.ar publicó una lista con las 100 mejores canciones del rock argentino, titulada Las 100 de los 40.

### Las 10 mejores
Según este ranking, las 10 mejores canciones son:
| Las 10 mejores de los 40 \| Posición \| Canción \| Artista \| \| -------- \| -------------------------------- \| --------------------------------------- \| \| 1º \| Cerca de la revolución \| Charly García \| \| 2º \| Muchacha ojos de papel \| Almendra \| \| 3º \| Mariposa Pontiac (Rock del país) \| Patricio Rey y sus Redonditos de Ricota \| \| 4º \| De música ligera \| Soda Stereo \| \| 5º \| La balsa \| Los Gatos \| \| 6º \| El 38 \| Divididos \| \| 7º \| Pistolas \| Los Piojos \| \| 8º \| Yo vengo a ofrecer mi corazón \| Fito Páez \| \| 9º \| Eiti Leda \| Serú Girán \| \| 10º \| Sólo le pido a Dios \| León Gieco \| |                                  |                                         |
| Posición | Canción                          | Artista                                 |
| 1º | Cerca de la revolución           | Charly García                           |
| 2º | Muchacha ojos de papel           | Almendra                                |
| 3º | Mariposa Pontiac (Rock del país) | Patricio Rey y sus Redonditos de Ricota |
| 4º | De música ligera                 | Soda Stereo                             |
| 5º | La balsa                         | Los Gatos                               |
| 6º | El 38                            | Divididos                               |
| 7º | Pistolas                         | Los Piojos                              |
| 8º | Yo vengo a ofrecer mi corazón    | Fito Páez                               |
| 9º | Eiti Leda                        | Serú Girán                              |
| 10º | Sólo le pido a Dios              | León Gieco                              |

### Cantidad de canciones por década

#### 10 mejores
- 1967-1969: 2
- 1970-1979: 3
- 1980-1989: 2
- 1990-1999: 3
- 2000-2006: 0

#### 100 mejores
- 1967-1969: 2
- 1970-1979: 30
- 1980-1989: 36
- 1990-1999: 26
- 2000-2006: 6

### Algunas conclusiones
- El año de mayor cantidad de canciones en el ranking es 1970 (8), seguido de 1983 (7), 1993 (6) y 1982 (5).
- El artista de mayor presencia (como intérprete o compositor) es Charly García,[5] en doce canciones, seguido de Luis Alberto Spinetta, en siete.[6] En cinco canciones participan Ricardo Mollo y Diego Arnedo, juntos,[7] y Pappo.[8]